# Brzezina (powiat strzelecki)
Brzezina (niem. Bresina) – wieś w Polsce położona w województwie opolskim, w powiecie strzeleckim, w gminie Strzelce Opolskie.
W latach 1975–1998 miejscowość należała administracyjnie do województwa opolskiego.
Od 1 grudnia 1945 do 31 grudnia 1961 w granicach Strzelec Opolskich.

## Nazwa
Nazwa miejscowości pochodzi od polskiej nazwy drzewa brzozy. Spis geograficzno-topograficzny miejscowości leżących w Prusach z 1835 roku, którego autorem jest J.E. Muller notuje nazwę miejscowości Brzesina jako jedyną, funkcjonującą zarówno w języku polskim jak i niemieckim.
Ze względu na polskie pochodzenie w okresie hitlerowskiego reżimu w latach 1936–1945 nazistowska administracja III Rzeszy zmieniła nazwę na nową, całkowicie niemiecką -Nieder Birken.